# Magnus Liljedahl
Magnus Liljedahl (Göteborg, 6 maart 1954) is een voormalig Amerikaans zeiler.
Liljedahl won samen met Mark Reynolds de zilveren medaille tijdens de wereldkampioenschappen in 1997, twee jaar later wonnen Liljedahl en Reynolds de bronzen medaille tijdens de wereldkampioenschappen star. Liljedahl en Reynolds en beleefden hun succesvolste jaar in 2000 door zowel wereld als olympisch kampioen te worden in de Star.

## Resultaten

### Wereldkampioenschappen
| Jaar | Plaats         | Resultaten  |
| ---- | -------------- | ----------- |
| 1979 | Weymouth       | 18e finn    |
| 1996 | Rio de Janeiro | 19e star    |
| 1997 | Marblehead     | star        |
| 1998 | Portorož       | 24e star    |
| 1999 | Punta Ala      | star        |
| 2000 | Annapolis      | star        |
| 2001 | Medemblik      | 6e star     |
| 2002 | Marina del Rey | 9e star     |
| 2003 | Cádiz          | 18e star    |
| 2005 | San Francisco  | 9e Etchells |
| 2008 | Miami          | 62e star    |
| 2009 | Varberg        | 5e star     |

### Olympische Zomerspelen
| Jaar | Plaats | Resultaten |
| ---- | ------ | ---------- |
| 2000 | Sydney | star       |